# Sân vận động Quốc gia (Thái Lan)
Sân vận động Quốc gia của Thái Lan (tiếng Thái: สนามกีฬาแห่งชาติ hoặc กรีฑาสถานแห่งชาติ) là một khu liên hợp thể thao nằm ở Quận Pathum Wan, Băng Cốc. Khu liên hợp được thành lập vào năm 1937 với việc xây dựng địa điểm chính của khu liên hợp, Sân vận động Suphachalasai (สนามศุภชลาศัย; RTGS: Supphachalasai). Kể từ đó, khu liên hợp này được mở rộng và hiện bao gồm nhiều sân vận động và cơ sở thể thao.

## Lịch sử
Nơi đây được sử dụng chủ yếu cho môn bóng đá. Là sân vận động chính của các kỳ Đại hội Thể thao châu Á 1966, 1970, và 1978. Nơi đây cũng từng tổ chức Cúp bóng đá châu Á 2007, nhưng chỉ là một trận đấu (Oman v Iraq tại Bảng A). Khán giả có thể dễ dàng tới sân nhờ Hệ thống tàu điện trên cao Bangkok do có điểm dừng 'Sân vận động Quốc gia' ngay cạnh sân.
Sân có cấu trúc 3 khán đài một tầng và không có mái che. Một mái che đơn giản nhưng hiệu quả được xây dựng ở khán đài chính. Mặc dù có một đường chạy, nhưng khán đài lại liền kề ngay đó khác hẳn so với Sân vận động Rajamangala. Năm 2007, sân được trang bị thêm ghế ngồi đỏ thay thế cho những hàng ghế bê tông trước đây
Các câu lạc bộ của Thai League thường chọn Suphachalasai là sân nhà tại các giải đấu châu lục khi mà sân của họ không đáp ứng được yêu cầu của  Liên đoàn bóng đá châu Á. Tuy vậy, hiện tại hiếm khi nó được ĐTQG sử dụng khi mà họ thường thi đấu tại Rajamangala. Một vài sân khác tại Bangkok đó là Sân vận động Thể thao Quân đội Thái Lan, Sân vận động Thái-Nhật và Sân vận động Đại học Chulalongkorn.
- Michael Jackson đã biểu diễn 2 buổi hòa nhạc trong khuôn khổ Dangerous World Tour vào ngày 24 và 27 tháng 8 năm 1993.[3]
- Blackpink đã biểu diễn 2 buổi hoà nhạc trong khuôn khổ Born Pink World Tour vào ngày 7 và 8 tháng 1 năm 2023

## Địa điểm thi đấu

### Sân vận động Suphachalasai
Sân vận động Suphachalasai là phần chính của Sân vận động Quốc gia. Đây là một sân vận động đa năng với đường chạy cho môn điền kinh, cùng với đó có một mái che. Có sức chứa 19,793, sân là nơi diễn ra các trận đấu quan trọng của FA Cup và Toyota Cup.

### Sân vận động Thephasadin
Sân vận động Thephasadin Stadium được xây dựng năm 1965 nhằm phục vụ cho môn Hockey của Đại hội Thể thao châu Á 1966, co đó tên ban đầu gọi là, Sân Hockey. Năm 1983 sân được đổi tên để tưởng nhớ tới Sanan Thephasadin na Ayutthaya, cha đẻ của bóng đá Thái Lan và Nak Thephasadin na Ayutthaya. Có sức chứa 6,378 chỗ, nơi đây không còn diễn ra các trận đấu của môn khúc côn cầu nữa, hiện đây là sân nhà của BEC Tero Sasana F.C..

### Sân vận động Jindarat
Sân vận động Jindarat, xây dựng sau chiến tranh Thái Bình Dương, trước đây được sử dụng cho các sự kện thể thao ngoài trời tầm trung cũng như là nơi luyện tập. Tên ban đầu là Sân vận động Ton Pho, nhưng được đổi tên vào năm 1983 nhằm tưởng nhớ Jindarat (Jamlong Sawat-chuto), cựu giám đốc Văn phòng Thể thao và Phát triển Giải trí.

### Bể bơi Wisutamol
Wisutamol Pool được xây dựng năm 1961 dưới thời kỳ của giám đốc Kong Wisutamol. Đây là bể bơi chuẩn Olympic với 2 khán đài được sử dụng trong các cuộc thi và luyện tập chung. Ban đầu có tên là Bể bơi Olympic, được đổi tên để tưởng nhớ Wisutamol người đã lãnh đạo xây dựng nơi đây

### Nhà thi đấu Nimidbud
Nhà thi đấu Nimidbud là nơi diễn ra môn Quyền anh và Bóng đá trong nhà

### Nhà thi đấu Jhanthana-Yingyong
Nhà thi đấu Jhanthana-Yingyong được xây dựng năm 1965